# Romain Perrot
Romain Perrot, noto anche come VOMIR, Trou aux rats e Roro Perrot (Parigi, 1973), è un musicista, artista, cantautore e rumorista francese.
Particolarmente attivo nella scena del rumorismo dal 1996, è riconosciuto a livello internazionale come uno dei pionieri del movimento di musica sperimentale harsh noise wall. Dal 1996, Romain Perrot ha partecipato a più di 300 registrazioni in vari progetti di improvvisazione, elettroacustici e harsh Noise. La maggior parte dei suoi album sono stati prodotti dalla sua etichetta indipendente Décimation Sociale. Pubblica anche una fanzine grafica, Absurdum, e realizza produzioni audiovisive.

## Pratica musicale
Romain Perrot è un cantautore autodidatta che sviluppa progetti legati alla musica improvvisata, sperimentale, rumorista e free noise.

### Influenze musicali
La sua scoperta dei Pink Floyd all'età di 11 anni lo introduce ad un ascolto attento della musica e ad un universo musicale complesso, i cui album costituiscono un'entità, come Metal Machine Music di Lou Reed, che Romain Perrot considera "un disco esemplare". È particolarmente interessato al catalogo della SST Records (Black Flag, Sonic Youth), alla musica minimalista (La Monte Young) o alla musica industriale (Throbbing Gristle). Negli anni '90, si è avvicinato alla scena sperimentale frequentando Bimbo Tower, U-Bahn e Instants Chavirés. Ascoltava il programma Songs of Praise su Aligre FM e assisteva agli spettacoli dal vivo ogni lunedì sera prima di far parte del programma tra il 1999 e il 2005. È attraverso la scoperta del japanoise di Merzbow, e in particolare dell'artista giapponese Keiji Haino, che si avvicina ai generi free noise e harsh noise. Poi attraverso il lavoro di The Rita e la sua etichetta Militant Walls, all'origine del termine Harsh noise wall.

### Un approccio "anti"
L'approccio di Romain Perrot è radicale e nichilista. Non ha una formazione musicale, solfeggio o strumentale e non mira a sviluppare queste abilità nella sua pratica. Il suo approccio valorizza l'assenza di savoir-faire e la musicalità in modo assertivo. Afferma di essere un "anti-artista" che "nello strumento e nel rumore, scopre davvero il lasciarsi andare". Per costruire il suo universo, acquista chitarre, amplificatori e sintetizzatori e usa i suoi strumenti istintivamente per generare suoni grezzi. Tutti i suoi progetti rumorosi adottano questo approccio "anti-musicale" che gli permette di trascrivere la sua disillusione e il suo rifiuto di un ordine costituito.

### Décimation sociale
Romain Perrot ha creato la sua etichetta, la Décimation sociale, nel 2012 su cui produce i suoi progetti personali e le sue collaborazioni.

## Pioniere dell'harsh noise wall

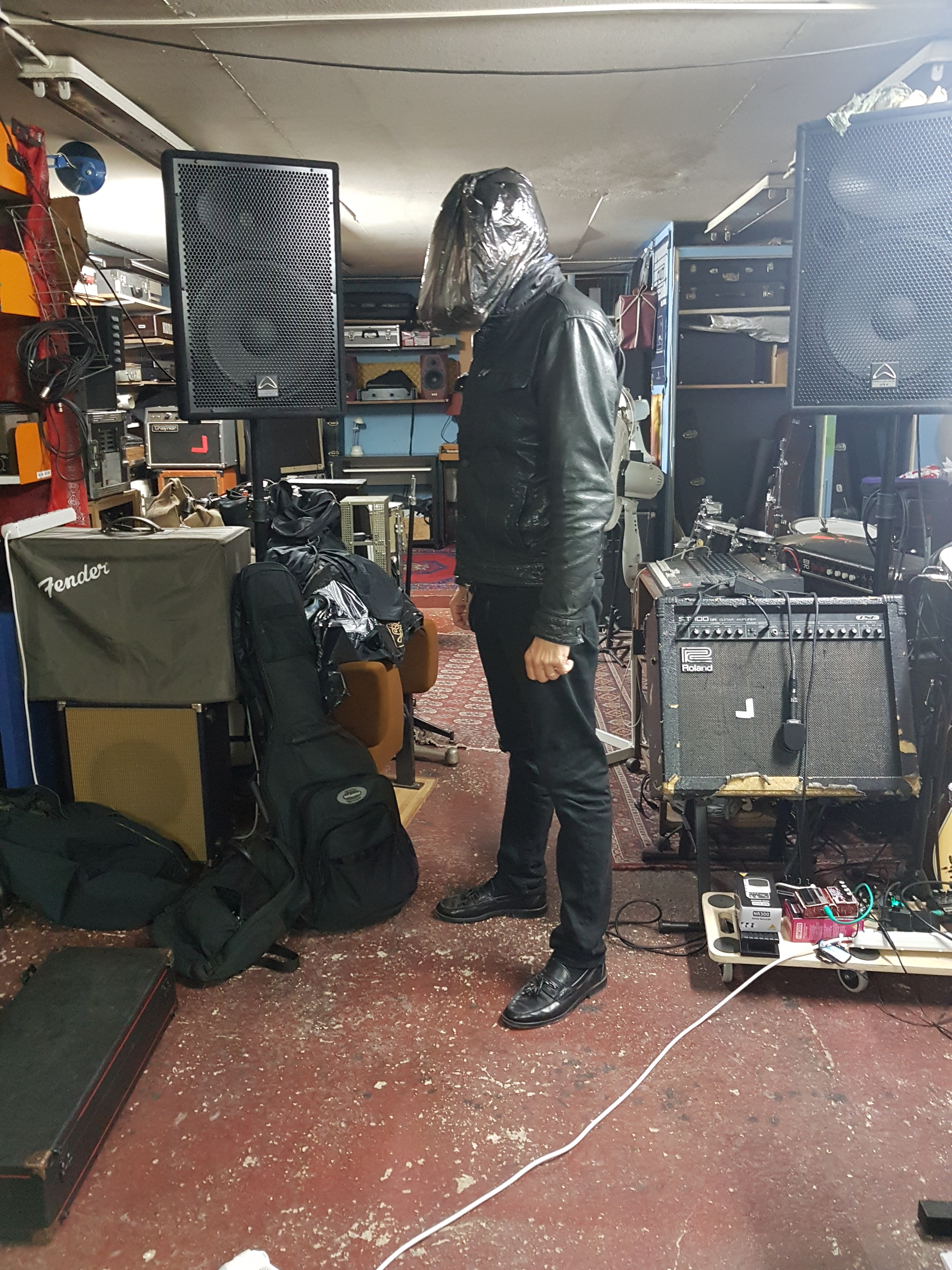
VOMIR, coperto da un sacchetto di plastica usato durante le sue performance.

Insieme ad altri artisti come The Rita e Werewolf Jerusalem, Romain Perrot è uno dei pionieri della scena globale harsh noise wall. Questo genere mira a costruire muri di suono statico, monotono e potente.

### VOMIR
Romain Perrot ha iniziato si fa conoscere dal 2006 con il nome VOMIR. Con questo pseudonimo, lavora su muri monolitici di rumore statico, e divenne uno dei rappresentanti di questo genere. Gode di un riconoscimento internazionale e si esibisce regolarmente in Francia e all'estero. Questo ascolto porta il pubblico fuori dalle modalità comuni e convenzionali della struttura musicale. La costruzione minimalista di questi potenti muri di rumore immerge il pubblico in una pura frequenza di suono. Per Romain Perrot, un muro di rumore esiste quando il rumore rimane completo, continuo e costante, dall'inizio alla fine, senza alterazioni o fluttuazioni. Tuttavia, questo muro iper-potente, fatto con il minimo indispensabile, può essere percepito in modo diverso da ogni ascoltatore. Attraverso le sue produzioni, VOMIR cerca di creare un'opportunità per sperimentare la sensazione di confinamento e isolamento attraverso il suono. Vedono la musica noise come una forma di anarchismo non violento. Il manifesto nichilista di VOMIR traduce questo desiderio di raggiungere uno stato di coscienza libero, nel rifiuto di una socializzazione manipolativa del divertimento: